# 松山镇 (容县)
松山镇，是中华人民共和国广西壮族自治区玉林市容县下辖的一个乡镇级行政单位。

## 行政区划
松山镇下辖以下地区：
松山村、儒地村、下河村、文仰村、慈堂村、寻阳村、三合村、平车村、沙田村、大中村、合同村、石扶村和大水村。